# Larissa (hold)
A Larissa a Neptunusz ötödik legközelebbi holdja. Nevét Larissza nimfáról, a görög mitológia egyik alakjáról, Poszeidón (Neptunus) egyik szeretőjéről kapta (aki a Görögország Thesszália régiójában található Lárisza város névadója is.) 

## Felfedezése
A Larissát első alkalommal Harold J. Reitsema, William B. Hubbard, Larry A. Lebofsky és David J. Tholen fedezte fel. 1981. május 24-én két szomszédos földi obszervatórium egyidejűleg detektálta egy katalogizálatlan csillag fényének 8,1 másodperces elsötétedését. A kutatók ennek a véletlenül megfigyelt eseménynek az elemzése alapján következtettek a Neptunusz harmadik holdjának létezésére. A felfedezést 1981. május 29-én jelentették be, az égitest az S/1981 N 1 ideiglenes nevet kapta.
A holdat másodjára a Voyager–2 találta meg 1989-ben a Neptunusz melletti elhaladása során. Megállapításra került, hogy az egyedüli objektum a keringési pályáján, és 1989. augusztus 2-án az S/1989 N 2 ideiglenes nevet kapta. Stephen P. Synnott a bejelentéskor „5 nap alatt készült 10 felvételről” beszélt, aminek alapján a tényleges újrafelfedezés valamikor július 28. előtt történhetett. A hold 1991. szeptember 16-án kapta meg a Neptunusz VII és Larissa nevet.

## Fizikai tulajdonságai

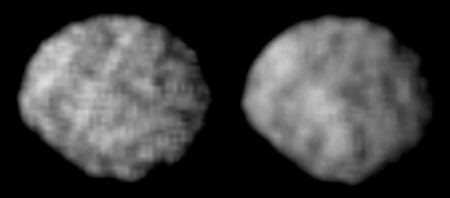
A Larissa szemből és hátulról

A Larissa a Neptunusz negyedik legnagyobb holdja, alakja szabálytalan (nem gömbszerű), felszíne pedig erősen kráterezettnek tűnik, amelyen nincs jele semmilyen geológiai módosulásnak. A Larissa, a Triton pályáján belül keringő többi holdhoz hasonlóan valószínűleg egy törmelék égitest, ami feltehetően a Neptunusz eredeti holdjainak maradványaiból állt össze. Az eredeti holdakat a Triton perturbáló hatása aprózhatta fel, amely kezdetben (a befogása után) egy erősen excentrikus pályán keringhetett.
A Larissa majdnem körpályán kering. A pálya sugara kisebb a Neptunusz szinkron pályájának sugaránál, ezért az árapály erők miatt lassan, spirális pályán közeledik a bolygó felé, végül a légkörébe csapódik, vagy a saját Roche-határának átlépése után törmelékgyűrűvé eshet szét.

## Kutatása

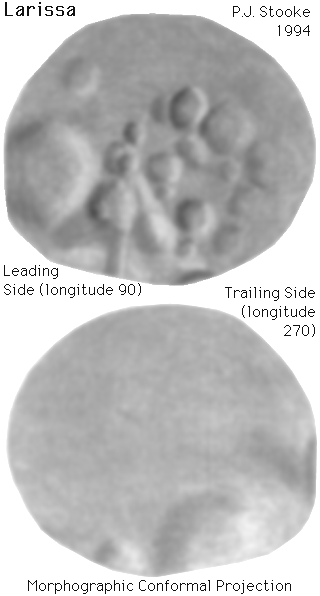
A Larissa térképe

A Larissa közelébe csak a Voyager–2 jutott el. A szondának sikerült olyan fényképeket készítenie, amelyeken kivehető a hold kráterekkel szabdalt felszíne.

## Fordítás
- Ez a szócikk részben vagy egészben  a   Larissa (moon) című angol Wikipédia-szócikk ezen változatának fordításán alapul.  Az eredeti cikk szerkesztőit annak laptörténete sorolja fel. Ez a jelzés csupán a megfogalmazás eredetét és a szerzői jogokat jelzi, nem szolgál a cikkben szereplő információk forrásmegjelöléseként.